# Nachal Rechavja
Nachal Rechavja (hebrejsky: נחל רחביה) je vádí v Izraeli, v Judských horách ve městěJeruzalém.
Začíná v nadmořské výšce přes 700 metrů v centrální částí Západního Jeruzaléma, poblíž čtvrtí Rechavja a Kirjat Šmu'el. Směřuje pak k jihozápadu rychle se zahlubujícím údolím, skrz zcela urbanizovanou krajinu. Z jihovýchodu míjí univerzitní čtvrť Giv'at Ram a související čtvrtě Najot a Neve Granot, přičemž od severu do něj ústí malé vádí Nachal Chovevej Cijon. Pokračuje jižním směrem mezi čtvrtěmi Giv'at Mordechaj a Rassco. Zde míjí malou enklávu původní zalesněné krajiny a zprava přijímá od severu přitékající vádí Nachal Rakafot. Ústí pak zprava do vádí Nachal Refa'im poblíž železniční stanice Jerušalajim Malcha.